# 21 de julho
21 de julho é o 202.º dia do ano no calendário gregoriano (203.º em anos bissextos). Faltam 163 dias para acabar o ano.

## Eventos históricos

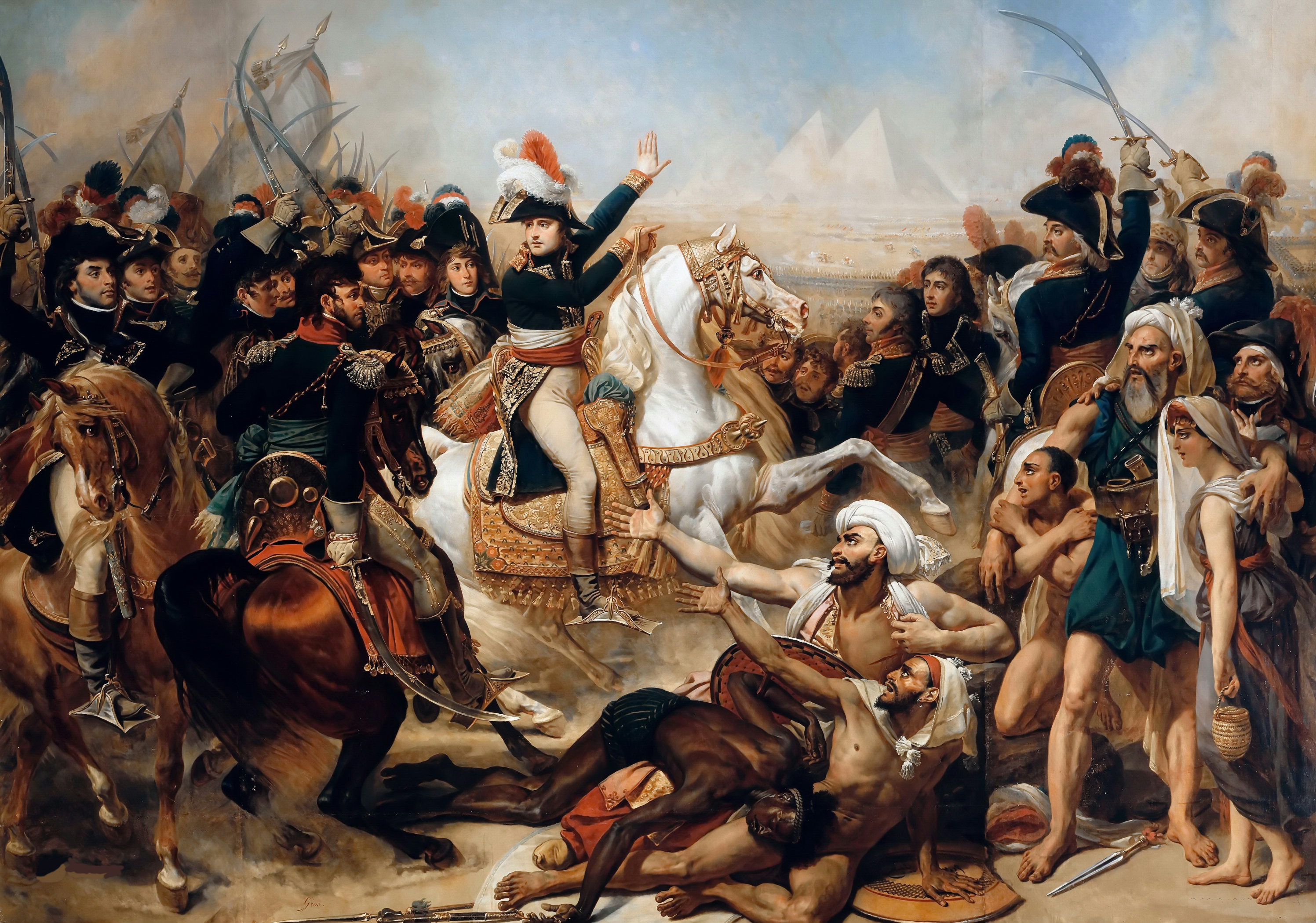
1798: Batalha das Pirâmides

- 0356 a.C. — O Templo de Ártemis em Éfeso, uma das sete maravilhas do mundo, é destruído por um incêndio criminoso.
- 0230 — Papa Ponciano sucede a Urbano I como o décimo oitavo papa. Depois de ser exilado na Sardenha, tornou-se o primeiro papa a renunciar ao cargo.
- 0285 — Diocleciano nomeia Maximiano como César e cogovernante.
- 0365 — Grande parte do Mediterrâneo Oriental, nomeadamente Alexandria, Creta e a costa da Líbia, é destruída por um violento sismo.
- 0905 — O rei Berengário I da Itália e um exército contratado húngaro derrotam as forças francas em Verona. O rei Luís III é capturado e cegado por romper seu juramento anterior de nunca mais retornar à Itália.
- 1242 — Batalha de Taillebourg: Luís IX de França põe fim à revolta dos seus vassalos Henrique III de Inglaterra e Hugo X de Lusignan.
- 1568 — Guerra dos Oitenta Anos: Batalha de Jemmingen: Fernando Álvarez de Toledo, Duque de Alva derrota Luís de Nassau que não conseguiu capturar a cidade de Groningen.[1]
- 1645 — O regente da dinastia Qing, Dorgon, emite um decreto ordenando que todos os chineses han raspassem a testa e trançassem o resto do cabelo em uma trança idêntica à dos manchus.
- 1656 — O Ataque a Málaga ocorre durante a Guerra Anglo-Espanhola.
- 1403 — Batalha de Shrewsbury: O rei Henrique IV de Inglaterra derrota os rebeldes ao norte da cidade de Shropshire, Inglaterra.
- 1674 — Um ataque holandês à ilha francesa de Martinica é repelido contra todas as probabilidades
- 1718 — Assinado o Tratado de Passarowitz entre o Império Otomano, a Áustria e a República de Veneza.
- 1774 — Guerra Russo-Turca: a Rússia e o Império Otomano assinam o Tratado de Küçük-Kainarji que encerra a guerra.
- 1798 — Campanha francesa no Egito e na Síria: as forças de Napoleão derrotam um exército otomano-mameluco perto do Cairo na Batalha das Pirâmides.
- 1831 — Tomada de posse de Leopoldo I da Bélgica, primeiro rei dos belgas.
- 1861 — Guerra de Secessão: Primeira Batalha de Bull Run: em Manassas, Virgínia, a primeira grande batalha da guerra começa e termina em uma vitória para o exército confederado.
- 1873 — Em Adair, Iowa, Jesse James e a gangue James-Younger realizam o primeiro assalto de trem bem-sucedido no Velho Oeste americano.
- 1904 — Louis Rigolly, um francês, torna-se o primeiro homem a quebrar a barreira dos 100 mph (161 km/h) em terra. Ele dirigia um Gobron-Brillié de 15 litros em Ostend, na Bélgica.
- 1906 — A Conferência Internacional dos Estados Americanos é realizada no Rio de Janeiro.[2]
- 1925 — Malcolm Campbell torna-se o primeiro homem a ultrapassar 150 mph (241 km/h) em terra. Em Pendine Sands, no País de Gales, ele dirige o Sunbeam 350HP construído pela Sunbeam a uma velocidade média bidirecional de 150,33 mph (242 km/h).[3]
- 1925 — Julgamento de Scopes: Em Dayton, Tennessee, o professor de biologia do ensino médio John T. Scopes é considerado culpado de ensinar evolução humana em sala de aula e multado em US$ 100.
- 1936 — Guerra Civil Espanhola: O Comitê Central de Milícias Antifascistas da Catalunha é constituído, estabelecendo uma economia anarco-sindicalista na Catalunha.
- 1944
  - Segunda Guerra Mundial: naufrágio da corveta da Marinha do Brasil, C-6 Camaquã, nas costas de Pernambuco em consequência de mar agitado.
  - Segunda Guerra Mundial: Batalha de Guam: tropas americanas desembarcam em Guam, iniciando uma batalha que terminará em 10 de agosto.
  - Segunda Guerra Mundial: Claus von Stauffenberg e quatro companheiros conspiradores são executados pelo complô de 20 de julho para assassinar Adolf Hitler.
- 1949 — O Senado dos Estados Unidos ratifica o Tratado do Atlântico Norte.
- 1951 — O voo 3505 da Canadian Pacific Air Lines desaparece enquanto voava de Vancouver para Tóquio. A aeronave e seus 37 ocupantes nunca foram encontrados.[4]
- 1952 — O terremoto de 7,3 mw Kern County atinge o sul da Califórnia, matando 12 e ferindo centenas.[5]
- 1954 — Primeira Guerra da Indochina: a Conferência de Genebra divide o Vietnã em Vietnã do Norte e Vietnã do Sul.
- 1959 — NS Savannah, o primeiro navio de carga e passageiros movido a energia nuclear, é lançado como uma vitrine para a iniciativa "Átomos pela Paz" de Dwight D. Eisenhower.
- 1960 — Sirimavo Bandaranaike é eleita primeira-ministra do Sri Lanka, tornando-se a primeira mulher chefe de governo do mundo.
- 1961 — Projeto Mercury: missão Mercury-Redstone 4: Gus Grissom pilotando o Liberty Bell 7 torna-se o segundo americano a ir para o espaço em uma missão suborbital.
- 1964 — Uma série de distúrbios raciais eclodem em Singapura. Nas seis semanas seguintes, 23 morreram e outros 454 ficaram feridos.
- 1969 — Às 02h56 UTC, o astronauta Neil Armstrong se torna a primeira pessoa a caminhar na Lua.
- 1970 — Concluída a Barragem Alta de Assuã, no Egito, após 11 anos de construção.
- 1972 — Conflitos na Irlanda do Norte: o Exército Republicano Irlandês detona 22 bombas no centro de Belfast, Irlanda do Norte, Reino Unido no espaço de 80 minutos, matando nove e ferindo 130.[6]
- 1973 — Em Lillehammer, na Noruega, agentes da Mossad matam um garçom que eles erroneamente pensaram estar envolvido no massacre de 1972 em Munique.
- 1977 — Início da Guerra Líbia-Egito, que duraria quatro dias.
- 1983 — A temperatura mais baixa do mundo em um local habitado é registrada na Estação Vostok, na Antártica, a -89,2 °C.
- 1995 — Terceira Crise do Estreito de Taiwan: o Exército Popular de Libertação começa a disparar mísseis contra as águas ao norte de Taiwan.
- 2008 — Ram Baran Yadav é declarado o primeiro presidente do Nepal.
- 2011 — O programa do Ônibus Espacial da NASA termina com o pouso do Atlantis na missão STS-135.
- 2012 — Erden Eruç completa a primeira circum-navegação solo movida a energia humana do mundo.
- 2019 — Ataque a Yuen Long ou "incidente 721" em Hong Kong. Membros da Tríade espancavam indiscriminadamente civis que voltavam de protestos, enquanto a polícia não agia.
- 2024
  - O presidente dos EUA, Joe Biden, anuncia que não será candidato a reeleição nas eleições presidenciais de 2024, se tornando o sétimo mandatário estadunidense a não tentar se reeleger.
  - Um Deslizamentos de terra matam pelo menos 257 pessoas em Geze Gofa, Etiópia.
- 2025 — A aeronave de caça FT-7BGI cai em Daca, Bangladesh, matando 32 pessoas e ferindo outras 165.

## Nascimentos

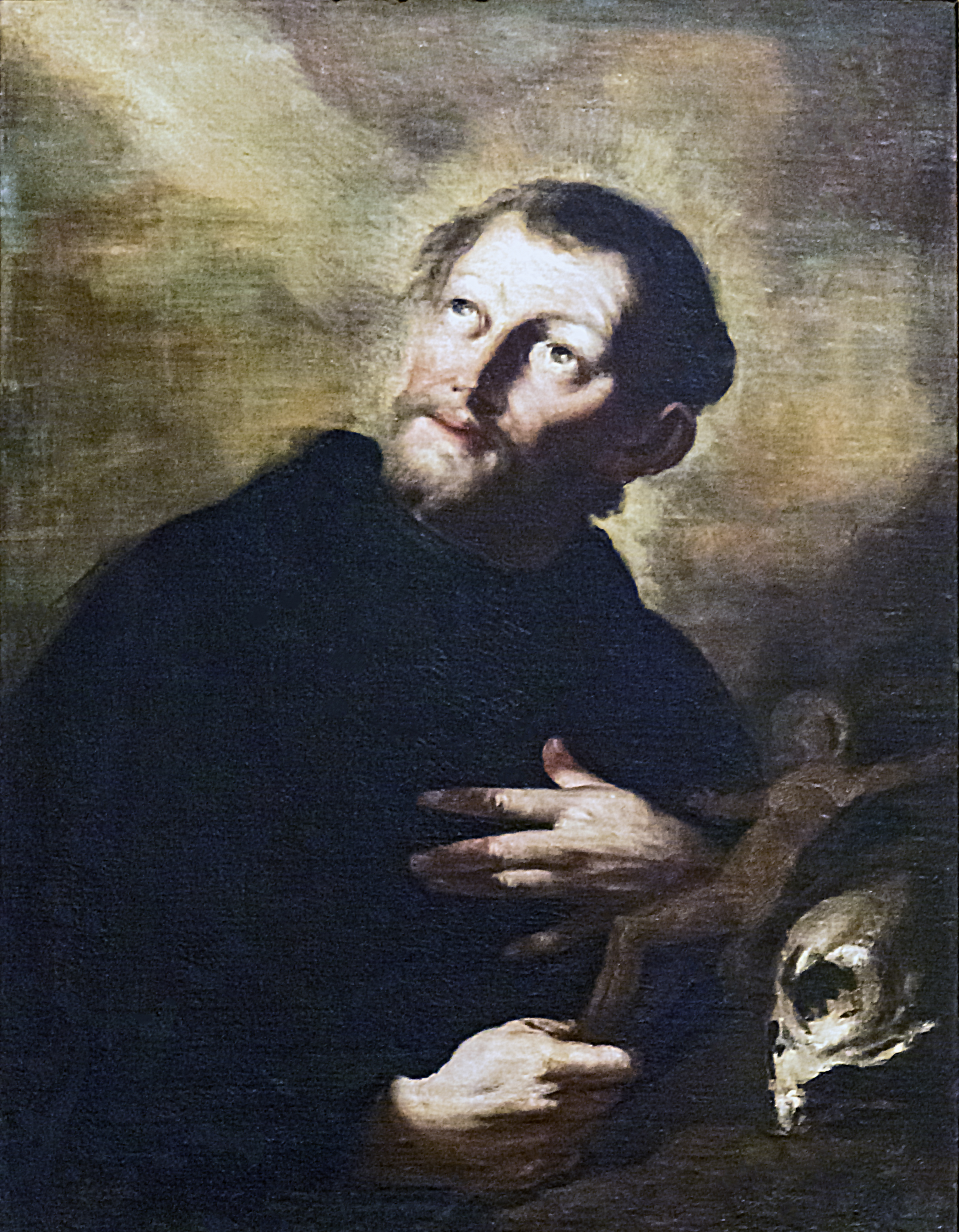
Filipe Néri

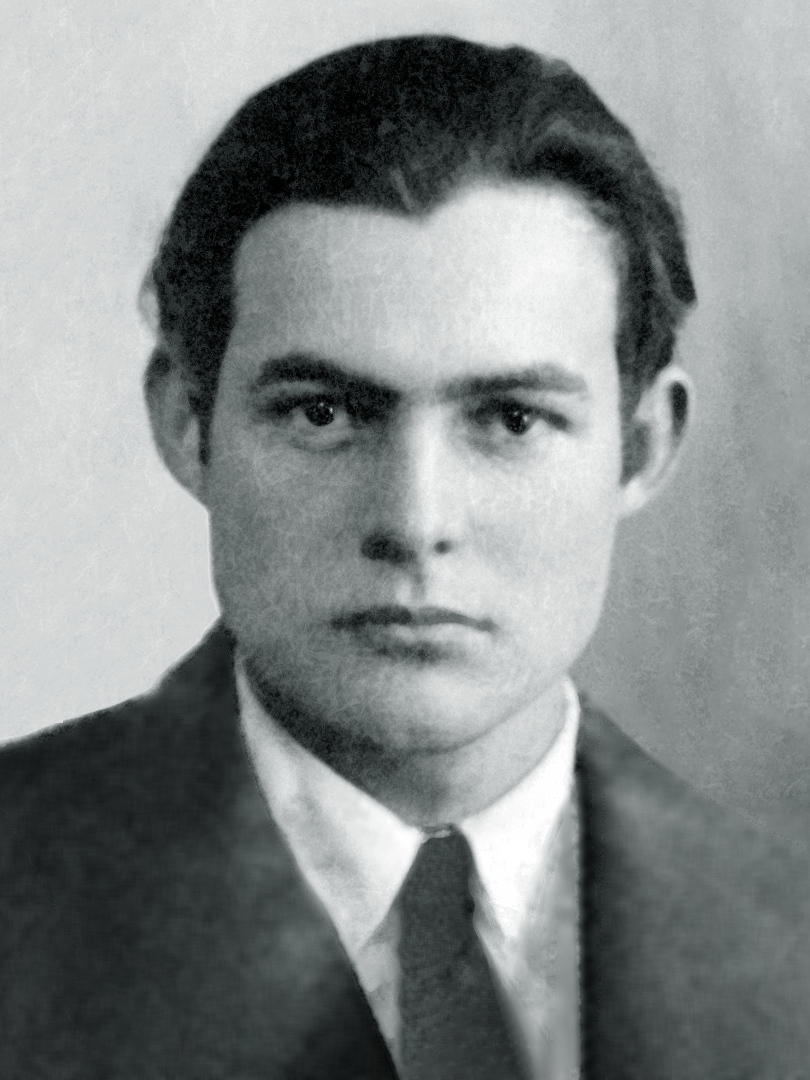
Ernest Hemingway

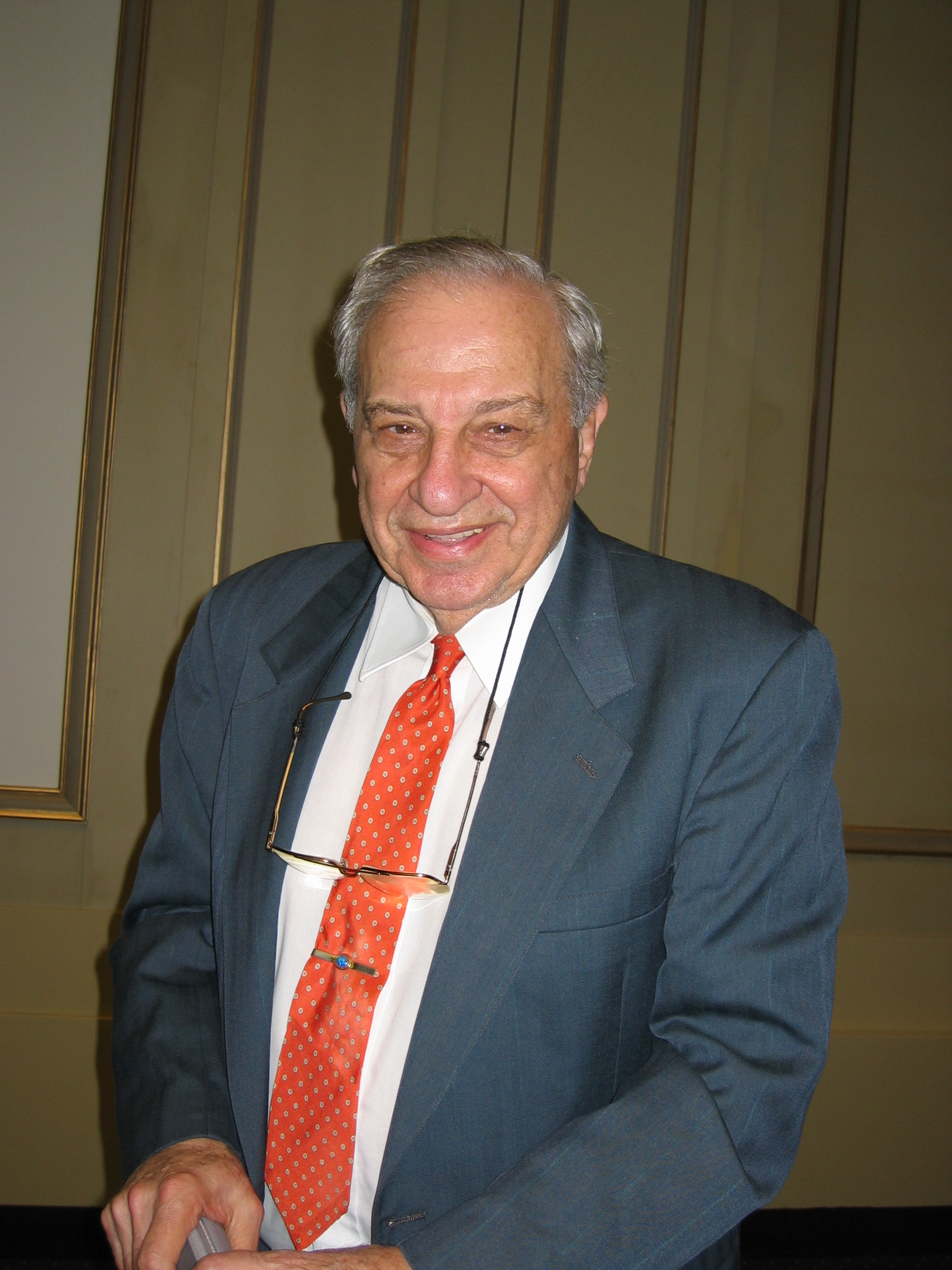
Rudolph Arthur Marcus

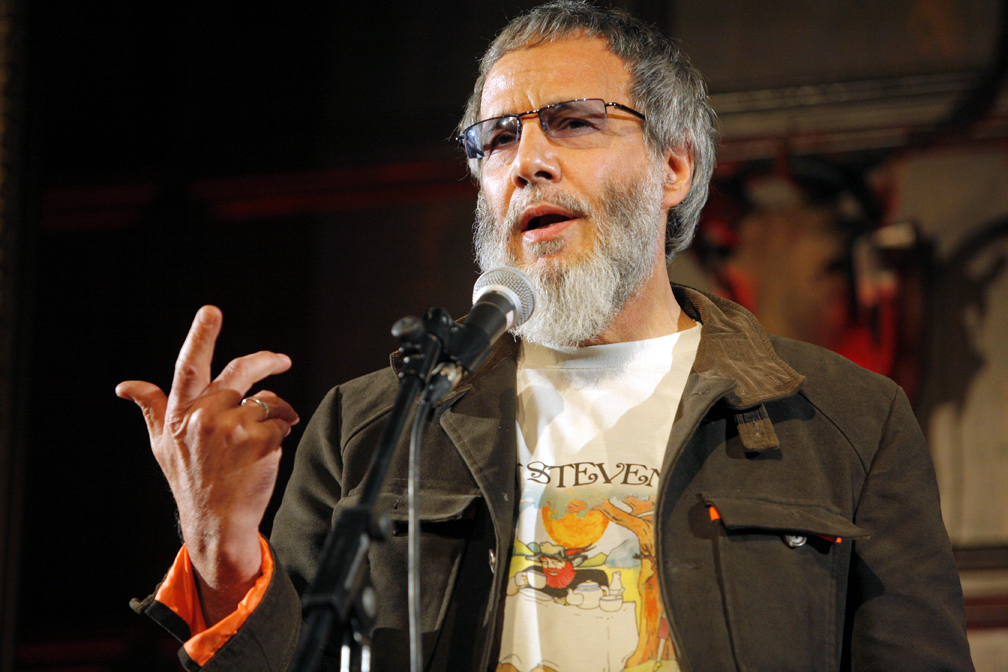
Cat Stevens

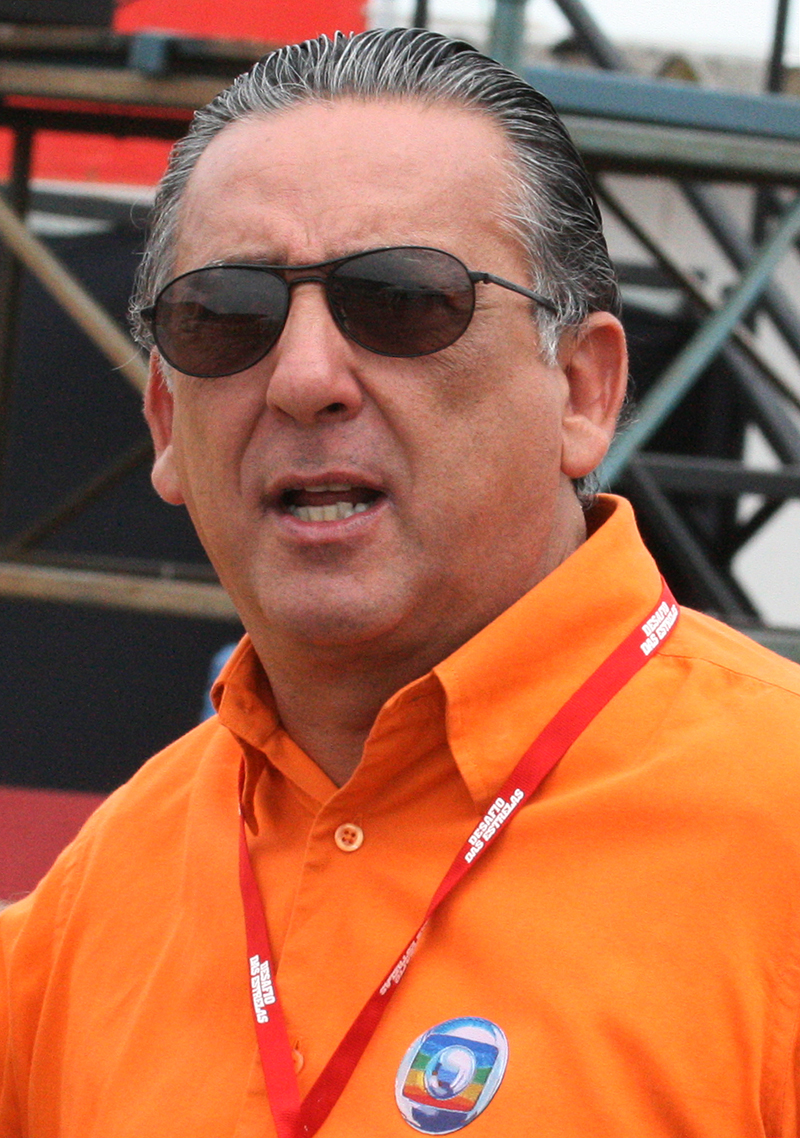
Galvão Bueno

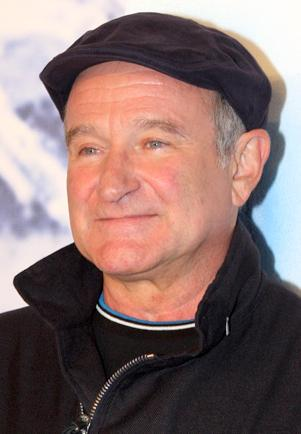
Robin Williams

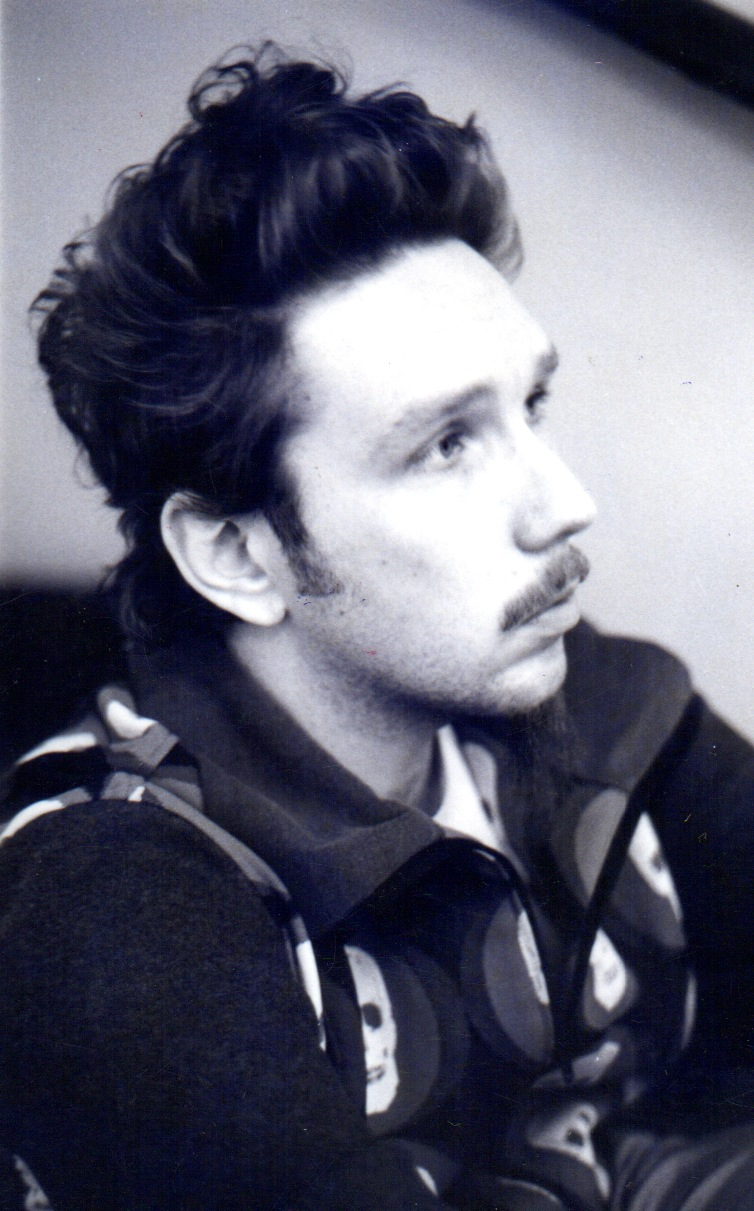
Alexandre Herchcovitch

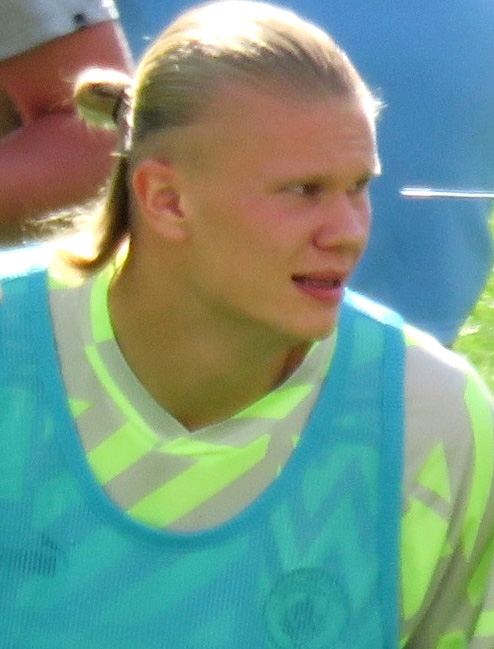
Erling Haaland

- 0541 — Yang Jian, imperador chinês (m. 604).
- 1030 — Kyanzittha, imperador da Birmânia (m. 1112).
- 1414 — Papa Sisto IV (m. 1484).
- 1476
  - Afonso I d'Este, duque de Ferrara (m. 1534).
  - Anna Sforza, nobre italiana (m. 1497).

- 1515 — Filipe Néri, padre e santo católico italiano (m. 1595).
- 1620 — Jean Picard, clérigo e astrônomo francês (m. 1682).
- 1710 — Paul Möhring, médico, botânico e zoólogo alemão (m. 1792).
- 1748 — Luísa Albertina de Eslésvico-Holsácia-Sonderburgo-Plön (m. 1769).

### Século XIX
- 1810 — Henri Victor Regnault, químico e físico francês (m. 1878).
- 1821 — Vasile Alecsandri, poeta, político e diplomata romeno (m. 1890).
- 1841 — Salvador de Mendonça, diplomata e escritor brasileiro (m. 1913).
- 1843 — Domingos Evangelista Pinheiro, presbítero brasileiro (m. 1924).
- 1858 — Maria Cristina da Áustria, rainha da Espanha (m. 1929).
- 1870 — Emil Orlik, pintor tcheco (m. 1932).
- 1880 — Milan Rastislav Štefánik, astrônomo, general e político eslovaco (m. 1919)
- 1882 — David Burliuk, escritor e ilustrador ucraniano (m. 1967)
- 1895 — Ken Maynard, ator estadunidense (m. 1973).
- 1893 — Hans Fallada, escritor alemão (m. 1947).
- 1896 — Sophie Bledsoe Aberle, antropóloga, médica e nutricionista estadunidense (m. 1996).
- 1899 — Ernest Hemingway, escritor norte-americano (m. 1961).

### Século XX e XXI

#### 1901–1950
- 1912 — Carlos Reverbel, escritor e jornalista brasileiro (m. 1997).
- 1914 — Philippe Ariès, historiador e filósofo francês (m. 1984).
- 1920 — Isaac Stern, violinista ucraniano (m. 2001).
- 1923 — Rudolph Arthur Marcus, químico canadense.
- 1924 — Don Knotts, ator norte-americano (m. 2006).
- 1937 — Eduard Streltsov, futebolista russo (m. 1990).
- 1939 — Helmut Haller, futebolista alemão (m. 2012).
- 1940
  - Marco Maciel, político brasileiro (m. 2021).
  - João Perry, ator português.
- 1941 — Diogo Freitas do Amaral, político português (m. 2019).
- 1943 — Edward Hermann, ator norte-americano (n. 2014).
- 1944 — Jovelina Pérola Negra, cantora e compositora brasileira (m. 1998).
- 1945 — Lydia Shum, atriz e comediante chinesa (m. 2008).
- 1947 — Co Adriaanse, treinador de futebol neerlandês.
- 1948 — Cat Stevens, cantor britânico.
- 1949 — Lyudmila Smirnova, ex-patinadora artística soviética.
- 1950
  - Ubaldo Fillol, ex-futebolista argentino.
  - Henryk Milcarz, político polonês.
  - Galvão Bueno, locutor e apresentador de televisão brasileiro.
  - Amelinha, cantora e compositora brasileira.

#### 1951–2000
- 1951 — Robin Williams, ator norte-americano (m. 2014).
- 1955
  - Marcelo Bielsa, treinador de futebol argentino.
  - Elton Saldanha, jornalista, cantor e compositor brasileiro de música regional gaúcha.
- 1956 — Michael Connelly, escritor estadunidense.
- 1960 — Fritz "Little" Walter, ex-futebolista alemão.
- 1961 — Paul Duchesnay, patinador artístico francês.
- 1962 — Beto Simas, ator e modelo brasileiro.
- 1965 — Jovy Marcelo, automobilista filipino (m. 1992).
- 1966 — Borçato, ex-futebolista brasileiro.
- 1968 — Álvaro Gutiérrez, treinador e ex-futebolista uruguaio.
- 1971
  - Charlotte Gainsbourg, cantora e atriz francesa.
  - Alexandre Herchcovitch, estilista brasileiro.
  - George Mack, ex-automobilista norte-americano.
  - Nuno Markl, humorista e escritor português.
- 1972 — Catherine Ndereba, maratonista queniana.
- 1973
  - Cristopher Clark, cantor e compositor brasileiro.
  - Mandy Wötzel, patinadora artística alemã.
- 1976
  - Emanuelle Araújo, cantora e atriz brasileira.
  - Anita Nall, nadadora norte-americana.
- 1977 — Jaime Murray, atriz britânica.
- 1978 — Josh Hartnett, ator norte-americano.
- 1981
  - Romeo Santos, cantor norte-americano.
  - Stefan Schumacher, ciclista alemão.
  - Joaquín Sánchez, futebolista espanhol.
  - Victor Hanescu, tenista romeno.
- 1983 — Ezequiel Miralles, futebolista argentino.
- 1984 — Tiago Barnabé, humorista brasileiro.
- 1985 — Vanessa Lengies, atriz canadense.
- 1988 — DeAndre Jordan, basquetebolista americano.
- 1989 — Rory Culkin, ator norte-americano.
- 1990 — Marquinhos Gabriel, futebolista brasileiro.
- 1991 — Sara Sampaio, supermodelo portuguesa.
- 1995 — Baekho, cantor sul-coreano.
- 2000 — Erling Haaland, futebolista norueguês.

### Século XXI
- 2001 — Azul Guaita, atriz e cantora mexicana.
- 2002 — Rika Kihira, patinadora artística japonesa.
- 2006 — Endrick, futebolista brasileiro.

## Mortes

### Anteriores ao século XIX
- 0987 — Godofredo I de Anjou, nobre francês
- 1425 — Manuel II Paleólogo, imperador bizantino (n. 1350).
- 1552 — Antonio de Mendoza, vice-rei da Nova Espanha (n. 1495).

- 1571 — Martim Afonso de Sousa, militar e governador da Índia Portuguesa (n. 1490).
- 1796 — Robert Burns, poeta britânico (n. 1759).

### Século XIX
- 1815 — Harriet Acland, enfermeira britânica (n. 1750).
- 1855 — Per Daniel Amadeus Atterbom, poeta e crítico sueco (n. 1790).

### Século XX
- 1910 — Sybil Fane, Condessa de Westmorland (n. 1871).
- 1944
  - Henning von Tresckow, general alemão (n. 1901).
  - Claus von Stauffenberg, coronel alemão (n. 1907).
- 1947 — João Batista Reus, sacerdote católico teuto-brasileiro (n. 1868).
- 1987 — Vítor Coelho, sacerdote católico e radialista brasileiro (n. 1899).
- 1998 — Alan Shepard, astronauta norte-americano (n. 1923).
- 1992 — Helmut Seibt, patinador artístico austríaco (n. 1929).

### Século XXI
- 2004 — Jerry Goldsmith, compositor estadunidense (n. 1929).
- 2006 — Roberto Cardoso de Oliveira, antropólogo brasileiro (n. 1928).
- 2007 — Jesús de Polanco, empresário espanhol (n. 1929).
- 2008 — Geraldo Casé, produtor, escritor e diretor de TV brasileiro (n. 1928).
- 2015
  - Luiz Paulo Conde, arquiteto e político brasileiro (n. 1934).
  - Dick Nanninga, futebolista neerlandês (n. 1949).
  - Aleksander Henryk Laks, escritor e palestrante polonês (n. 1926).
- 2023 — Tony Bennett, cantor estadunidense (n. 1926).
- 2024 — Iran Lima, ator e diretor brasileiro (n. 1935).

## Feriados e eventos cíclicos

### Mundo
- Dia da Junk Food

### Brasil
- Dia do Dançarino de Salão.
- Dia do Garimpeiro.
- Aniversário da cidade de Itapecuru-Mirim - Maranhão.
- Aniversário da cidade de Itarumã- Goiás.

### Outros
- Roma Antiga: Festival da Neptunália, que celebrava Netuno, senhor dos mares e sismos.

### Cristianismo
- Daniel
- Lourenço de Brindisi
- Praxedes de Roma
- Vítor de Marselha
- Zótico de Comana

## Outros calendários
- No calendário romano era o 12.º dia (XII) antes das calendas de agosto.
- No calendário litúrgico tem a letra dominical F para o dia da semana.
- No calendário gregoriano a epacta do dia é vi.